# 石田泰照
石田 泰照（いしだ やすてる、1932年(昭和7年)12月7日- ）は、日本の教育家、児童文学作家。
大阪市生まれ。広島大学教育学部卒。練馬区立豊渓小学校長、同南町小学校長、練馬区小学校教育会長、竹早教員保育士養成所講師、日本創作ゲーム協会常任理事、教育文筆者の会事務局長。童話集、ゲーム集、教育書など著書多数。  

## 編著書
- 『イチイチ0とイチイチ9 警察と消防のはなし』富永秀夫絵、ポプラ社、おはなし社会科シリーズ、1969
- 『宇宙人テレ博士とかずちゃん 郵便・電報・電話のはなし』大槻きよし絵 ポプラ社おはなし社会科シリーズ、1969
- 『子供が喜ぶ現代のこわい話』編著、文教書院、心の交流シリーズ 1975
- 『子供が喜ぶ昔のこわい話』編著、文教書院、心の交流シリーズ 1975
- 『からだをつくるゲーム遊び』童心社、保育のアイデア、1977
- 『けいさつのはなし』西村郁雄絵、ポプラ社、ちしきの絵本、1978
- 『消防と警察のはなし』富永秀夫絵、ポプラ社、新・おはなし社会科、1980
- 『地下資源のはなし』稲垣三郎絵、ポプラ社、新・おはなし社会科、1980
- 『郵便と電話のはなし』大槻きよし絵、ポプラ社、新・おはなし社会科、1980
- 『子供が喜ぶことば遊び・文字遊び』編著、文教書院、心の交流シリーズ、1986
- 『子どもの喜ぶホラー&ミステリー72話』編著、黎明書房、指導者の手帖、1987
- 『サマーキャンプハンドブック』編著、黎明書房、指導者の手帖、1987
- 『すぐに役立つ野外活動ハンドブック』編著、黎明書房、アウトドア・ライフシリーズ、1997
- 『子どもが息をのむこわい話・ふしぎな話』編著、黎明書房、1998
- 『子どもと一緒に楽しむなぞなぞ・学習クイズ 低中高学年』編著、黎明書房、1999
- 『子どもと一緒に楽しむ日本の歴史とっておきの話』編、黎明書房、1999
- 『準備のいらない学習ゲーム 低中高学年』編著、黎明書房、2000
- 『しつけ上手になるためのマナー&生活習慣クイズ111』向山和彌監修 編著、黎明書房、2002
- 『日本を助けた外国人クイズ113』黎明書房、2002
- 『知っているときっと役に立つ健康寿命をのばすクイズと体操60』京極正典監修 黎明書房、高齢者の遊び&ちょっとしたリハビリシリーズ、2003 『シニアの頭がやわらかくなる脳トレーニングクイズ&健康クイズ』黎明書房 2016
- 『行った人も行かない人も面白い世界遺産クイズbest 65』黎明書房、2007

### 共編著
- 『子どもの喜ぶことわざ3分間話』村上幸雄共著、黎明書房、指導者の手帖、1987
- 『子どもの喜ぶなぞなぞ・学習クイズ』三宅輝聡共編著、黎明書房、指導者の手帖、1990
- 『知っているときっと役に立つ日本史人物クイズ112』町田槌男共著、黎明書房、2001
- 『人気教師の国語・社会の仕事術46』寺本潔共著、黎明書房、2006
- 『考える力を楽しく育てるなぞなぞ&学習クイズ85』三宅輝聡共著、黎明書房、教師のための携帯ブックス、2009
- 『知っているときっと役に立つことわざ3分間話&クイズ』村上幸雄共著、黎明書房、教師のための携帯ブックス、2009
- 『家読(うちどく)で楽しむ学習クイズ&なぞなぞ86 親子でパワーアップ版』三宅輝聡共著、黎明書房、2010

## 参考
- セブンネット